# Monmouth University
La Monmouth Università è università privata con sede a West Long Branch nello stato del New Jersey.
Fondata nel 1933 come Monmouth Junior College, divenne università nel 1995.
Attualmente sono circa 6.500 gli studenti presenti e oltre il 73% dei membri del corpo dei docenti possiede un dottorato di ricerca o una laurea magistrale. Il rapporto studenti-docenti è di 15:1. Il 44% degli studenti vive nel campus.

## Organizzazione
La Monmouth University è suddivisa in otto scuole:
- Wayne D. McMurray School of Humanities and Social Sciences
- School of Education
- School of Business Administration
- School of Social Work
- School of Science, Technology and Engineering
- Marjorie K. Unterberg School of Nursing and Health Studies
- The Graduate School
- The Honors School

## Presidenti
- 1933-1956: Edward G. Schlaefer
- 1956-1957: Eugene H. Lehman
- 1957-1962: Edward G. Schlaefer
- 1962-1971: William G. Van Note
- 1971-1979: Richard J. Stonesifer
- 1980-1993: Samuel Hays Magill
- 1993-2003: Rebecca Stafford
- 2003-: Paul G. Gaffney II
- 2013-2017: Paul R. Brown
- 2017 to 2019: Grey J. Dimenna
- 2019-: Patrick F. Leahy